# Dicliptera megalochlamys
Dicliptera megalochlamys är en akantusväxtart som beskrevs av Emery Clarence Leonard. Dicliptera megalochlamys ingår i släktet Dicliptera och familjen akantusväxter. Inga underarter finns listade i Catalogue of Life.